# 伊尔多马特卡农村居民点
伊尔多马特卡农村居民点（俄语：Ирдоматское сельское поселение）是俄罗斯联邦沃洛格达州切列波韦茨区所属的一个农村居民点。其下辖有8个居民点，行政中心为伊尔多马特卡。据2015年统计，该农村居民点的人口为1940人。